# یوسف مداح
یوسف مداح (ترکی آذربایجانی: Yusif Məddah) شاعر اوایل قرن چهاردهم میلادی بود. او را یکی از نخستین نویسندگان شناخته شده ادبیات آذربایجان می‌دانند و شعر او نقش بسزایی در توسعه زبان ادبی آذربایجان ایفا کرد. اگرچه اطلاعات کمی در مورد زندگی او وجود دارد، اما تخمین زده می‌شود که او در آغاز قرن ۱۴ م. زندگی می‌کرد. مداح تحصیلات خوبی داشت و به زبان‌های ترکی آذربایجانی، عربی و فارسی مسلط بود.
مشهورترین اثر یوسف مداح، ورقه و گلشاه است که شامل تقریباً ۱۷۰۰ دوبیتی است، نوعی شعر با استفاده از عروض کمی کردن، و بر اساس یک داستان عامیانه عربی است. از دیگر آثار برجسته مداح می‌توان به غزوات‌نامه، داستان ابلیس علیه اللعنه، قصه یوسف و احتمالاً مقتل حسین و خاموش‌نامه اگر واقعاً آثار او باشند، اشاره کرد.

## زندگی
از زندگی یوسف مداح اطلاعات زیادی در دست نیست. او بیشتر از همه در آثارش از نام مستعار «یوسف مداح» استفاده می‌کرد، اگرچه نام‌های دیگری مانند «یوسفی» و «یوسف مداح» نیز داشت. اولین اشاره به این شاعر از اثر مصطفی شیخوغلو، شاعر ترک، کنز الکبری، نوشته شده در سال ۱۴۰۱ است. وی در این اثر دوبیتی از ورقه و گلشاه را می‌خواند و از «یوسف مداح» یاد می‌کند. تاریخ تولد و مکان او مشخص نیست، اما باور بر این است که او در اوایل قرن ۱۴ زندگی می‌کرده‌است. شاهین مصطفایف، پژوهشگر، معتقد است که یوسف مداح اهل آناتولی شرقی بوده‌است. آثار او حاکی از آن است که او تحصیلات خوبی داشت، به زبان های آذربایجانی، عربی و فارسی مسلط بود و در زمینه علوم دینی آگاه بود. او قبل از نقل مکان به قونیه و پیوستن به فرقه مولوی، یک فرقه صوفی که در قونیه سرچشمه می‌گیرد، سال‌های اولیه خود را در آذربایجان گذراند. همان‌طور که از عنوان مداح، نامی که به یک داستان‌نویس سنتی ترک گفته می‌شود، می‌توان استنباط کرد، او از شهری به شهر دیگر سفر می‌کرد و برای عموم شعر می‌خواند. او در مناطق مختلف از جمله ارزنجان، آنکارا، سیواس و کاستامونو زندگی می‌کرد و در این مکان‌ها شهرت زیادی داشت. باور بر این است که او عمری طولانی داشته‌است، اما تاریخ و مکان مرگ او مشخص نیست.

## شعر
مداح به زبان آذربایجانی تسلط زیادی داشت. او با دیوان (مجموعه اشعار کوتاه) ادبیات زمان خود آشنا بود و اشعار خود را با آیات، احادیث، ضرب‌المثل‌ها و اصطلاحات غنی می‌کرد. یوسف مداح بر علم عروض تسلط داشت و اقوال و عبارات عامیانه را نیز در آثار خود گنجاند که شامل هنرهای ادبی نیز می‌شد.

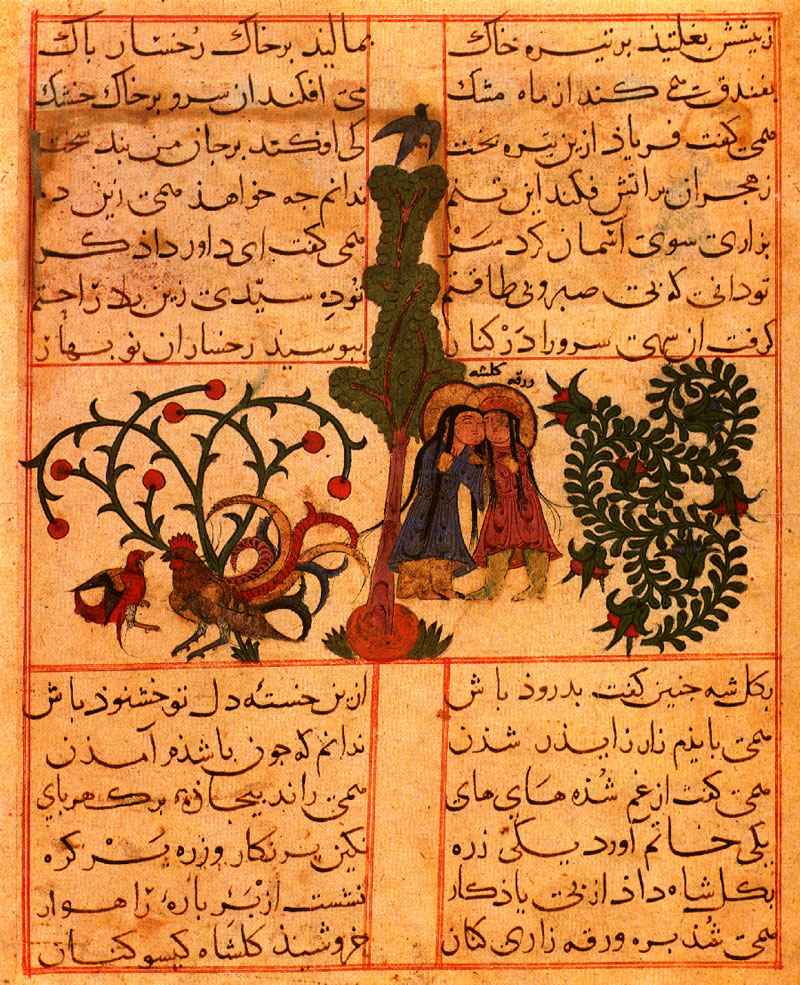
تصویر مینیاتوری قرن سیزدهم م. از ورقه و گلشاه

مشهورترین اثر این شاعر ورقه و گلشاه است که تقریباً شامل ۱۷۰۰ دوبیتی است. نگارش این اثر در سال‌های ۱۳۴۲–۱۳۴۳ در سیواس آغاز شد و بر اساس یک داستان عامیانه عربی، نوشته شده در ژانر ژانر حماسی-غنایی است. این اولین برداشت از داستانی عامیانه در ادبیات زبان‌های ترکی است. این اثر داستان غم‌انگیز عشق ورقه و گلشاه، پسر و دختر دو برادر که از رهبران قبیله بنی شیبه بودند را بازگو می‌کند: ورقه و گلشاه علیرغم عشقی که به یکدیگر دارند، اتفاقات مختلف مانع از ازدواج آنها می‌شود. در نهایت گلشاه با یک پادشاه محلی ازدواج می‌کند و ورقه بعد از اینکه به دروغ به او اطلاع می‌دهند که گلشاه مرده‌است، خودکشی می‌کند. گلشاه نیز بر سر قبر ورقه به زندگی خود پایان می‌دهد. این منظومه به شش بخش تقسیم شده‌است که هر کدام را مجلس می‌نامند و شامل دوازده غزل (شکلی از شعر عاشقانه) است که قهرمانان برای یکدیگر می‌خوانند. یوسف مداح هر دو شکل نوشتاری و گفتاری ادبیات عامیانه را در نوشته‌های خود در پایان هر مجلس گنجانده‌است. زبان اثر بسیار ساده و حاوی تکرارهای فراوان است. محقق ترک، اورهان آیتوغ‌تولو معتقد است که مداح این شعر را «به گونه‌ای سروده‌است که گویی در یک مجلس عمومی داستانی را تعریف می‌کند». نویسنده گریس مارتین اسمیت نیز دیدگاه مشابهی دارد و بیان می‌کند که این اثر «به‌طور ایدئال برای بخشی از کارنامه یک داستان‌گوی دوره‌گرد آناتولی مناسب است». اسمیت این اثر را «نخستین شعر روایی عاشقانه ترکی آناتولی» می‌داند که مانند سایر آثار ترکی آن زمان، شدید از ادبیات فارسی تأثیر پذیرفته‌است.
یوسف مداح چندین اثر قابل توجه دیگر نیز دارد. یکی از آن‌ها غزوات‌نامه است که در قالب مثنوی و زبان ترکی آذربایجانی سروده شده‌است. که از همان متر ورقه و گلشاه استفاده می‌کند. این کتاب نه و نیم برگ را شامل می‌شود و داستان‌هایی از زندگی خلیفه چهارم، علی بن ابی‌طالب را بازگو می‌کند. اثر دیگر پندنامه است، مثنوی مختصری که تنها شامل سیزده بیت است. این پیام الهام بخش رفتار صالح است و مملو از مفاهیم معنوی و صوفیانه است. ایلیاس کایائوکای، پژوهشگر، معتقد است که پندنامه اثری مجزا نیست، بلکه بخشی از غزوات‌نامه است. در سال ۲۰۱۸، پس از کشف نسخه‌ی جدیدی از اثر در کتابخانه ملی الجزایر، اثری که گمان می‌رفت متعلق به دریر از ارزروم، یکی دیگر از شاعران ترک آناتولی باشد، متعلق به مداح آشکار شد. این اثر، با عنوان «قصه‌ی یوسف»، یک مثنوی ۲۰۰۰ بیتی است که زندگی یوسف و داستان یوسف و زلیخا را روایت می‌کند.
از دیگر آثار می‌توان به «داستان ابلیس علیه اللعنه» اشاره کرد. این اثر ۲۴۰ بیتی هم در قالب مثنوی و به ترکی آذربایجانی سروده شده‌است. داستان ابلیس علیه اللعنه در واقع ترجمه‌ای از یک اثر عربی به علاوه‌ی اضافات فراوان مداح است. اثر دیگر مقتل حسین، مثنوی آذربایجانی است که واقعه کربلا را بازگو می‌کند، درگیری نظامی در سال ۶۸۰ بعد از میلاد بین ارتش خلیفه دوم اموی یزید اول و سپاه کوچکی به رهبری حسین بن علی، نوه محمد. این اثر شامل تقریباً ۳۰۰۰ دوبیتی است و از اثری به همین نام توسط ابو مخنف، مورخ اموی قرن چهاردهم م. ترجمه شده‌است. در مرداد ۱۳۶۲ نوشته شده و مانند ورقه و گلشاه از صورت مجلس استفاده کرده‌است. مداح همچنین بسیاری از سخنان عامیانه و عناصر ادبیات شفاهی را در اثر خود گنجانده‌است، و همچنین چندین اشاره به آیات قرآن دارد. با این حال، به‌گفته ترک‌شناس ایتالیایی، آلسیو بومباچی و ترک‌شناس فرانسوی، ایرنه ملیکوف، این اثر در واقع به شادی مداح، نویسنده اهل کاستامونو نسبت داده شده‌است. «خاموش‌نامه»، مثنوی فارسی که در سال ۱۳۰۰ م. در ارزنجان نوشته شده، اثر دیگری است که به یوسف مداح نسبت داده می‌شود.

## میراث
شعر یوسف مداح در شکل‌گیری زبان ادبی آذربایجان نقش داشت، و او به‌عنوان شخصیتی کلیدی در توسعهٔ اولیهٔ ادبیات آذربایجانی به‌شمار می‌رود. او در دورانی زندگی می‌کرد و می‌نوشت که آناتولی شرقی قطب ادبیات آذربایجان بود و یوسف مداح به ایجاد این حوزه‌ی فرهنگی به این شکل کمک شایانی کرد.